# Larry Birkbeck
Pour les articles homonymes, voir Birkbeck (homonymie).
Larry Wayne Birkbeck (né le 9 octobre 1943 et mort en août 2016) est un consultant et un homme politique provincial canadien de la Saskatchewan. Il représente la circonscription de Moosomin à titre de député du Parti progressiste-conservateur de la Saskatchewan de 1975 à 1986.

## Biographie
Né à Winnipeg au Manitoba, il étudie à Welwyn (en) et Rocanville en Saskatchewan. Il opère ensuite une ferme laitière près de Welwyn.
Durant son passage en politique, il est secrétaire parlementaire des ministres Douglas Graham Taylor et Gordon Dirks. Retiré de la politique, il ouvre une entreprise de consultant en affaire et est établie à Regina en 2011.